# Sukarami Jaya
Sukarami Jaya is een bestuurslaag in het regentschap Musi Rawas van de provincie Zuid-Sumatra, Indonesië. Sukarami Jaya telt 2216 inwoners (volkstelling 2010).